# Laura Castelli
Laura Castelli (Torino, 14 settembre 1986) è una politica italiana.
È stata deputata alla Camera nella XVII e XVIII legislatura della Repubblica Italiana, eletta con il Movimento 5 Stelle per poi seguire la scissione di Luigi Di Maio in Insieme per il futuro nel 2022, e viceministro dell'economia e delle finanze nei governi Conte I, Conte II e Draghi.
Dal 5 gennaio 2024 è presidente di Sud chiama Nord. Dal primo gennaio 2025 è Capo di Gabinetto della Città Metropolitana di Messina. 

## Biografia
Di origini pugliesi da parte di padre e siciliane da parte di madre, ha conseguito il diploma di ragioneria e la laurea triennale in economia aziendale presso l'Università degli Studi di Torino e, successivamente, lavora per un breve periodo in un centro di assistenza fiscale.
In seguito approda al Consiglio regionale del Piemonte come assistente del consigliere del centro-sinistra Mariano Turigliatto, della lista a supporto della candidata presidente di centro-sinistra Mercedes Bresso. In quel periodo tenta la strada delle elezioni provinciali in una lista civica di supporto al centro-sinistra, nel 2009.
A seguito della mancata rielezione del consigliere Turigliatto, viene presa come assistente parlamentare tra le file degli staffisti del neo-gruppo consiliare del Movimento 5 Stelle in regione Piemonte.
Tra il 2016 e il 2017 segue un Corso di Perfezionamento in Drafting Legislativo presso la LUISS Guido Carli ed un Corso di Alta Formazione in Economia e Management in Sanità presso l'Università degli Studi di Roma "La Sapienza".

### Elezione a deputato

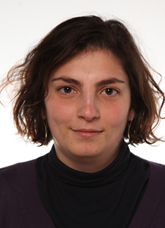
Laura Castelli eletta deputata nel 2013

Alle elezioni politiche del 2013 viene eletta deputata della XVII legislatura della Repubblica Italiana nella circoscrizione Piemonte 1 per il Movimento 5 Stelle. Il 21 marzo 2013 è candidata Questore della Camera dei deputati per il M5S, appoggiata anche da Sinistra Ecologia e Libertà, ma con 135 voti non viene eletta.
Nella XVII legislatura della Repubblica è stata componente della 5ª Commissione Bilancio, tesoro e programmazione, dal 26 marzo al 7 maggio 2013 membro della Commissione speciale per l'esame degli atti urgenti presentati dal Governo, mentre dal 3 novembre 2016 è nella commissione parlamentare per l'accesso ai documenti amministrativi. Fa parte anche, dal 15 novembre 2016 della commissione parlamentare di inchiesta sulle condizioni di sicurezza e sullo stato di degrado delle città e delle loro periferie. Ha fatto anche parte, dal 19 luglio 2013 al 4 marzo 2016 della commissione parlamentare per l'attuazione del federalismo fiscale.
Nella XVII legislatura ha presentato come prima firmataria la proposta di legge per il bilancio partecipativo: “Modifica all'allegato 1 al decreto legislativo 23 giugno 2011, n. 118, in materia di introduzione del principio di partecipazione per la formazione dei bilanci delle regioni e degli enti locali. Istituzione del Fondo per la democrazia partecipativa” e la proposta di legge "Introduzione dell'articolo 17-bis della legge 31 dicembre 2009, n. 196, concernente la valutazione degli effetti economico-sociali di disposizioni legislative aventi conseguenze finanziarie".

### Viceministro dell'economia e delle finanze
Alle elezioni politiche del 2018 viene ricandidata alla Camera, tra le liste del Movimento 5 Stelle nel collegio plurinominale Piemonte 1 - 01, venendo rieletta deputata.
In seguito alla nascita del governo Conte I tra il Movimento 5 Stelle e la Lega di Salvini, dove partecipa alla stesura del cosiddetto “contratto di governo”, il 13 giugno 2018 viene nominata dal Consiglio dei Ministri sottosegretario di Stato al Ministero dell'economia e delle finanze, affiancando il ministro Giovanni Tria, e il 21 marzo 2019 diventa viceministro dell'economia e delle finanze, ruolo che le viene riconfermato nei successivi governi Conte II e Draghi. Nel 2018 in questa veste sostenne, in un dibattito televisivo con Pier Carlo Padoan, che l'aumento dello spread non avrebbe influenzato l'aumento dei tassi dei mutui bancari.
Il 21 giugno 2022 segue la scissione di Luigi Di Maio dal Movimento 5 Stelle, a seguito dei contrasti tra lui e il presidente del M5S Giuseppe Conte, per aderire a Insieme per il futuro (Ipf).
Alle elezioni politiche anticipate del 2022 viene ricandidata alla Camera, per la lista elettorale di Ipf Impegno Civico - Centro Democratico nei collegi plurinominali Piemonte 1 - 01, Piemonte 1 - 02 e Lombardia 3 - 02 come capolista e Campania 1 - 02 in seconda posizione, ma non viene eletta per via del risultato di IC-CD che non supera la soglia di sbarramento (del 3%).

### Portavoce e presidente di Sud chiama Nord
Rimasta esclusa dal Parlamento della XIX legislatura, diventa una consulente per le imprese, e il 16 marzo 2023 aderisce a Sud chiama Nord (ScN) di Cateno De Luca, partito di cui diventa la portavoce, e si occupa di coordinare le liste di ScN, al di fuori dalla Sicilia, presenti alle elezioni amministrative ed europee del 2024. Il 5 gennaio 2024 diventa presidente del partito e il 14 aprile seguente ufficializza la propria candidatura alle europee nelle file di Libertà, lista elettorale promossa da De Luca, in seconda posizione in tutte le circoscrizioni. Castelli raccoglie oltre 36.000 preferenze in tutta Italia (di cui circa 30.000 solo in Sicilia) ma non risulta eletta anche perché la lista non supera la soglia di sbarramento.

## Procedimenti giudiziari
Il 6 aprile 2017 Laura Castelli viene indagata per diffamazione dalla procura di Torino, a seguito della denuncia di una donna che lavorava come cassiera nel bar interno al Palazzo di Giustizia di Torino: Castelli aveva pubblicato su Facebook una fotografia che ritraeva Piero Fassino in compagnia della donna, ritagliando la foto rispetto all'originale, in modo che sembrasse una foto in cui Fassino fosse in esclusiva compagnia della donna (mentre nella realtà si trattava di una foto di gruppo). Secondo la deputata, l'appalto di gestione del bar sarebbe stato assegnato dal comune di Torino "con ribasso sospetto ad un'azienda fallita tre volte". L'accusa riguarderebbe il testo di accompagnamento scritto da Castelli su Facebook, con cui avanzava dei dubbi sul tipo di legame tra la donna e Fassino, scatenando così numerosi commenti sessuali fra gli utenti, oltre a insulti e volgarità a sfondo sessista e razzista. Castelli ha replicato sostenendo di aver riportato esclusivamente dei fatti, ribadendo di non aver commesso reati e di aver provveduto a cancellare i commenti contenenti insulti.
Dopo che il giudice l'aveva rinviata a giudizio, il 1º febbraio 2019 comincia il processo per Castelli assieme ad altre 18 persone che avevano commentato la foto in modo volgare. Il 28 giugno 2021, al termine del processo, viene condannata dal tribunale di Torino per diffamazione a una multa e al pagamento di una provvisionale di 5.000 euro.